# Орхан Вели
Орхан Вели Каник или Орхан Вели (Бејкоз, Истанбул, 13. април 1914 — Истанбул, 14. новембар 1950) био је турски песник. Каник је један од оснивача покрета Гарип, заједно са Октајем Рифатом и Мелихом Џевдетом. У циљу фундаменталне трансформације традиционалне форме у турску поезију, он је увео колоквијализме у поетски језик. Поред поезије, Каник је, у кратких 36 година живота, имао импресивну количину дела, укључујући есеје, чланке и преводе.

## Живот

### Детињство и образовање
Орхан Вели Каник је рођен 13. априла 1914. године у Бејкозу. Његов отац Мехмет Вели био је син трговца из Измира, док је његова мајка била Фатма Нигар, из Бејкоза. Према попису становништва, његово име по рођењу је Ахмет Орхан, али је, по свом оцу, назван Орхан Вели, пре доношења Закона о презимену. Имао је млађег брата и сестару: новинар у Ватан новинама Аднан Вели Каник и Фурузан Јолјапан. Изгледа да је песник имао и сестру Ајше Зерин, која је, када је преминула, имала једну годину.
Орхан Вели је провео своје детињство у Бејкозу, Бешикташу и Џихангиру. Кренуо је у вртић основне школе Анафарталар у Акаретлеру током дана примирја. После годину дана, уписао се као ученик у школи Галатасарај. Године 1925. након завршетка четвртог разреда напустио је школу да би се са својом мајком преселио у Анкару, по жељи свог оца. Тамо је уписан у Гази основну школу. После годину дана пребацио се у Гимназију за дечаке у Анкари. Каник је током свог детињства претрпео неколико здравствених проблема. Са пет година се тешко изгорео и морао је да се лечи дужи временски период. Прележао је мале богиње са девет година и шарлах када је имао седамнаест година.
Каниково интересовање за књижевност почело је у основној школи. Његова прича је у то време објављена у часопису "Дечији свет". Свог најбољег пријатеља Октаја Рифата упознао је у седмом разреду. Неколико година касније, спријатељиће се са Мелихом Џевдетом. У првој години гимназије Ахмет Хамди Танпинар је био његов учитељ и ментор који му даје савете и упутства. Песник је током средњошколских година објавио часопис "Наш глас" са својим пријатељима Октајем Рифатом и Мелихом Џевдетом. Осим тога, у средњој школи показује интересовање и за позориште.

### Даљи живот и песничка каријера
Каник се преселио у Анкару и ангажован је у Бироу за међународне поруџбине ПТТ-а, турске националне поштанске и телеграфске службе. Удружио се са својим старим пријатељима Октајем Рифатом и Мелиом Џевдетом, и трио је почео писати поезију сличног стила. Године 1936. у часопису Варлик, по приједлогу Нахида Сирја Орика објављено је неколико Велијевих песама. У магазину Орхан Вели и његови пријатељи представљени су следећим ријечима: "Варлик појачава своје кадрове песника новим и моћним младим оловкама. Орхан Вели, чије четири песме можете прочитати испод, манифестира зрелу умјетност иако никада раније није био објављиван. У нашим будућим издањима, он ће боље описати нови дух који он и његови пријатељи уносе у нашу поезију. " 
Године 1939. Орхан Вели доживљава саобраћајни удес са својим пријатељем Мелихом Џевдетом, због чега је двадесет дана био у коми.
У мају 1942. објављена је збирка "Гарип”. Ово издање садржало је 24 песме Орхана Велија, уз 16 Џевдетових и 20 Рифатових. Збирка означава почетак покрета Гарип, познат и као "први талас". Поезија и увођење покрета Гарип изазвало је контроверзу у турском књижевном свету. Посебно је стих Орхана Велија постао је фокус спора: "Yazık oldu Süleyman Efendi'ye". Неки су га осудили, а било је и оптужби за плагијат, док је са друге стране број критичара сматрао да је то један од најелоквентније написаних стихова на турском. Ова расправа популаризовала је стих до те тачке, да је, према речима Нурулаха Атача, "био на свим трајектима, трамвајима, кафићима", постајући идиом.
Напушта ПТТ 1942. године ради служења војног рока. Служио је до 1945. године у Кавакоју у Галипољу. За то време објавио је само шест песама. Отпуштен је као поручник и почиње да ради у Одељењу за преводе министарства просвете. Његови преводи са француског језика објављени су у серијалу "Класици". Објавио је опус поезије под називом "Нисам одустао" у фебруару 1945. године и друго издање "Гарипа" које је садржало само његову поезију у априлу.  
Са одласком Хасана Алија Јуџела као министра образовања, након избора 1946. године, Канцеларија за преводе коју је основао губи је своју истакнутост у министарству. Вели је убрзо поднео оставку. У каснијим годинама указује да је неугодност репресивне атмосфере која је овладала у министарству доласком новог министра Решата Шемсетина Сирера, била разлог за његову оставку.  
"Ослушкујем Истанбул

Склопљених очију;

Ветар лагано дува,

Полако се њише

Лишће и дрвеће;

Далеко, јако далеко,

Водоноше звоне

Звончићима непрекидно.

Ослушкујем Истанбул

Склопљених очију."
Окупља се са пријатељима као што су Бедри Рахми Ејубоглу, Абидин Дино, Неџати Џумали, Сабахатин Ејубоглу, Октај Рифат и Мелих Џевдет, који су се такође нашли у сличној ситуацији након промена у министарству просвете. То доводи до идеје о оснивању новог заједничког магазина крајем 1948. године. Орхан Вели био је издавач и главни уредник, што га доводи у тешку финансијску ситуацију, у једном тренутку чак узрокујући да прода капут да би покрио трошкове. Морао је да прода слике које је добио на поклон од Абидина Дина, да плати објављивање последњег броја. Прво издање "Јапрака" изашло је 1. јануара 1949. Године и имао је укупно 28 издања до јуна 1950. Године. Објављивана је друштвено свесна поезија Октаја Рихата и Мелиха Џевдета.
У истом временском периоду Орхан Вели, Октај Рифат и Мелих Џевдет водили су кампању за ослобађање Назима Хикмета из затвора, праћен тродневним штрајком глађу. Током 1949. године Орхан Вели је у стихове преточио приче о Насредин Хоџи, објавио своју последњу збирку песама и, у сарадњи са Шехбалом Ерденизом, превео на турски језик Ламбове адаптације Шекспировог "Хамлета" и "Млетачког трговца".

### Смрт
Након што је "Јапрак" угашен, Каник се вратио у Истанбул. Био је у посети Анкари неколико недеља, када је 10. новембра 1950. године пао у рупу у улици коју су ископали општински радници, наизглед се лакше повредивши. Вратио се у Истанбул два дана касније.  Док је ручао код својих пријатеља, 14. новембра, позлило му је и бива примљен у болницу. Добија погрешну дијагнозу и лечен због тровања алкохолом, у 20.00 часова пада у кому. Умро је од мождане мождане анеуризме у 23:30 у болници Џерахпаша.